# ویکالوی
ویکالوی (به ایتالیایی: Vicalvi) یک کومونه در ایتالیا است که در استان فروزینونه واقع شده‌است. ویکالوی ۸٫۲ کیلومتر مربع مساحت و ۸۴۴ نفر جمعیت دارد و ۵۹۰ متر بالاتر از سطح دریا واقع شده‌است.